# Janina Abramowska
Janina Abramowska (* 29. August 1933 in Ostrów Mazowiecka) ist eine polnische Literaturhistorikerin und -theoretikerin, die sich in ihren Arbeiten insbesondere mit der historischen Poetik der altpolnischen Literatur beschäftigt.

## Leben
Abramowska beendete 1955 ihr Studium der Polonistik an der Adam-Mickiewicz-Universität in Posen. Danach arbeitete sie als Aspirantin am Instytut Badań Literackich Polskiej Akademii Nauk bis 1958. Seit 1962 arbeitet sie am Institut für Polnische Philologie an der Adam-Mickiewicz-Universität, wo sie seit 1990 als Professorin und Leiterin des Instituts für Historische Poetik (Zakład Poetyki Historycznej) tätig ist. Seit 1993 ist sie Mitglied des Wissenschaftsrates des IBL sowie des Komitet Nauk o Literaturze Polskiej PAN.

## Veröffentlichungen (Auswahl)
- Litera!ura – dramat – teatr, In: Dialog, 1970 Nr. 12
- Ład i fortuna. O tragedii renesansowej w Polsce, 1974
- Peregrynacja, In: Przestrzeń i literatura, 1978
- Topos i niektóre miejsca wspólne badań literackich, In: Pamiętnik Literacki, 1982 Heft 1/2
- Polska bajka ezopowa, 1991
- Jan Kochanowski, 1994
- Powtórzenia i wybory. Studia z tematologii i poetyki historycznej, 1995
- Z perspektywy końca wieku. Studia o literaturze i jej kontekstach, 1997
- Pisarze w zwierzyńcu, 2010